# برندی سایرس
برندی گِلن سایرس (به انگلیسی: Brandi Glenn Cyrus) (زادهٔ ۲۶ مه ۱۹۸۷) یک بازیگر، خواننده، مجری و دی‌جی آمریکایی است.

## زندگی شخصی
از ژوئن سال ۲۰۱۹، سایرس در لس آنجلس کالیفرنیا زندگی می‌کند. مادر او تیش سایرس و پدر بیولوژیکیش باکستر نیل هلسون هستند. او و برادر کوچکش تریس، پس از ازدواج تیش با بیلی ری سایرس، به فرزندخواندگی سایرس در آمدند. پس از ازدواج بیلی و تیش او صاحب دو خواهر دیگر،یعنی مایلی سایرس و نوآ سایرس شد.